# Slobodan Novaković
Slobodan Novaković (Слободан Новаковић; sinh ngày 15 tháng 10 năm 1986 ở Subotica) là một cầu thủ bóng đá Serbia thi đấu cho Proleter Novi Sad.